# Bogorodica na stijenama
Bogorodica na stijenama, Gospa od stijena ili Djevica u špilji, je slavna slika Leonarda da Vincija, a koja je sačuvana u dvije verzije; jedna u pariškom Louvreu, a druga u Nacionalna galerija u Londonu. 

## Povijest
Temeljem dokumenata koje je 1910. pronašao Gerolamo Biscaro znamo da se Leonardo da Vinci 25. travnja 1483. god., zajedno s braćom Evangelistom i Giovannijem Ambrogiom de Predis, obavezao ugovorom da do 8. prosinca iste te godine isporuči sliku za oltar Bezgrešnog začeća u crkvi San Francesco Grande u Milanu. Ugovor opisuje u puno detalja kako bi slika trebala izgledati, čak i koje bi se boje trebale upotrijebiti. Brige bratstva su razumljive jer ova slika predstavlja novu dogmu, onu o Bezgrešnom začeću, koje je tada strastveno diskutirano. Čak je i Papa prihvaća tek pet godina prije, ali je priznato tek 1496. od Sorbonne i objavljeno kao dogma 1854. god.). Dogma Bezgrešnog začeća ne odnosi se samo na rođenje Krista ispunjeno tajnama, nego i na čudnovato rođenje Djevice Marije. Naime, Sveta Ana, Marijina majka, nije upoznala svog supruga Josipa tijelom, za dobivanje djeteta dovoljan je bio jedan jednostavan poljubac. Ta dogma je ciljala na to da se naglasi svetost Djevice i time potvrdi važnost kulta Djevice Marije.
U očima bratstva umjetnik se ne treba baviti teologijom, on radi ilustraciju teze isto tako kao i što danas reklamna agencija zapošljava fotografa da napravi određen koncept u slikama. Leonardo se nije niti u jednoj točki pridržavao ugovora. Njegova slika pokazuje Djevicu bez zlata i svetih zapisa, koja sjedi u egzilu u Egiptu pred špiljom, s Isusom, koji blagoslivlja Ivana i sa sklopljenim rukama moli, a Ivan pokazuje s prstom na Arkanđela Uriela. Usprkos svim osobnim idejama na slici (kao što je Sveti Ivan na slici u čast Bezgrešnog začeća, ili kuda gleda anđeo?) Leonardo je napravio i dosta ustupaka. Vegetacija s kojom je ukrasio špilju odgovara primjerice tradicionalnoj simbolici susreta sv. Ivana s djetetom Isusom koji se dogodio u „cvatućoj pustinji”. Bršljan u pozadini znači vjernost i kontinuitet, a palme i iris u prednjem planu upućuju istovremeno na tjelesnost i mir, koji je obećan ljudima. Anemone, boje krvi, u antici poznato kao cvijeće tuge i smrti, unaprijed predstavljaju krštenje. 
Oko 1490. godine Leonardo i Ambrogio započinju sudski proces s Bratstvom. Umjetnici su apelirali na svog vojvodu Ludovika Sforzu te pokušavaju dobiti viši iznos za svoj rad nego što je bilo predviđeno ugovorom, međutim nisu uspjeli u svojoj namjeri.
Prva slika, „Djevica u špilji” iz Louvrea, zadivila je u prosincu 1499. godine Luja XII. u Milanu i tada je guverner Charles d'Amboise, koji je htio time pokazati svoju odanost kralju, šalje u Francusku. Na milanski oltar dolazi replika koju opet Leonardo da Vinci i Giovanni Ambrogio de Predis (Evangelista de Predis umire 1490.) zajedno započinju, ali koju potpuno sam potonji (s Leonardovom suglasnošću) završava.
Druga slika 1625. godine biva izložena kao dio kraljevske kolekcije u Fontainebleau. „Gospa od stijena” ostaje u crkvi San Francesco Grande u Milanu do 1781. godine, zatim dolazi u hospital Sv. Katarine u Milanu, gdje 1785. god. biva prodana engleskom slikaru Gavinu Hamiltonu. Dolazi u kolekciju Markiza od Lansdowna, poslije toga Grofu od Suffolka. Od 1880. god. slika se nalazi u Nacionalnoj galeriji u Londonu.

## Vanjske poveznice
- Službene stranice Nacionalne galerije u Londonu
- Službene stranice Louvrea